# الوفاق الديمقراطي الكردي السوري
الوفاق الديمقراطي الكردي السوري تأسس عام 2004 من قبل الشهيد كمال شاهين وصالح صوفي برو وفوزي شنكال،بعد انشقاقهم من ال ب ك ك  والآن فوزي شنكال هو سكرتير الحزب واعضاء المكتب السياسي عم صالح صوفي برو وغمكين ديرك وازاد علوانكي ولهم مقر في مدينة باينجان القريبة من السليمانية ويعتبر مقرهم الأساسي منذ تاسيس الحزب وفتحو مكاتب في كوردستان سوريا في القامشلي وعامودا وقد انشق عنهم في عام 2013 عضو المكتب السياسي طلال محمد بمساعدة حزب الاتحاد الديمقراطي ضمنيا وانضمامه لهم باتفاقات تبعية تامة مقابل حصص متفق عليها حيث يقود الحزب على المستوى الداخلي لسوريا آزاد علوانكي - ادهم شدو - صبري يوسف - حواس خلف - أبو فراس ولكن حزب الوفاق من أكثر الاحزاب التي عليها هجمات شرسة لحد يومنا هذا من حزب العمال الكوردستاني وحلفائه في سوريا وايضا تم الاتفاق عليهم من قبل حزب العمال الكوردستاني والاتحاد الوطني الكوردستاني في عام 2010 على حل حزب اسمه الوفاق لكن الوفاق بقى رغم تلك الظروف ولا يزال يعاني وهو صامد ضمن المجلس الوطني الكوردي في سوريا.